# Destriana
Destriana ist ein nordspanischer Ort und eine Gemeinde (municipio) mit 424 Einwohnern (Stand: 2024) im Süden der Provinz León in der Autonomen Gemeinschaft Kastilien-León. Neben dem Hauptort Destriana gehören die Ortschaften Robledino de la Valduerna und Robledo de la Valduerna zur Gemeinde.

## Lage und Klima
Destriana liegt etwa 55 Kilometer südwestlich von León in einer Höhe von etwa 875 m am Río Duerna. Das Klima ist gemäßigt bis warm; Regen (ca. 551 mm/Jahr) fällt überwiegend im Winterhalbjahr.

## Bevölkerungsentwicklung
| Jahr      | 1970 | 1981 | 1991 | 2001 | 2011 | 2021 |
| Einwohner | 1729 | 1251 | 1142 | 790  | 593  | 446  |

## Wirtschaft
An erster Stelle im Wirtschaftsleben der Gemeinde steht traditionell die ursprünglich zur Selbstversorgung betriebene Landwirtschaft. Auf den Feldern wurden Weizen, Gerste, Wein etc. kultiviert; die Hausgärten lieferten Gemüse und Kartoffeln. 

## Sehenswürdigkeiten
- Kirche von Robledo de Valduerna

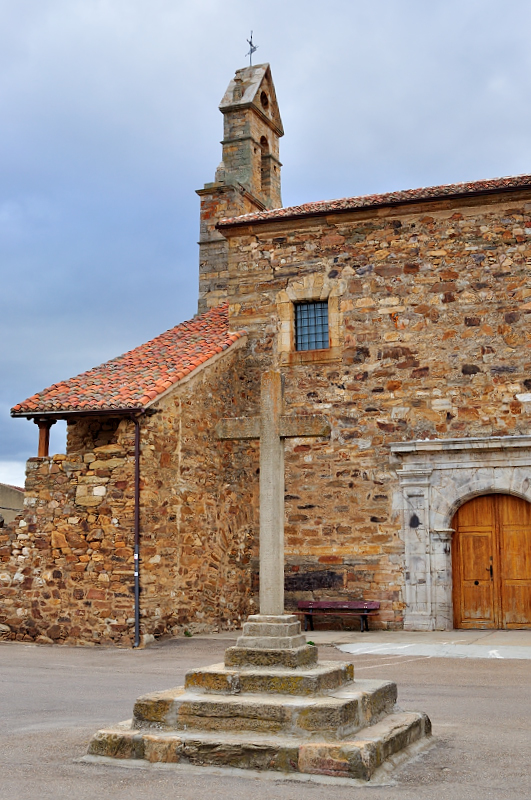
Kirche von Robledo